# Stygiosoma beroni
Stygiosoma beroni är en mångfotingart som beskrevs av Gulicka 1967. Stygiosoma beroni ingår i släktet Stygiosoma och familjen Anthroleucosomatidae. Inga underarter finns listade i Catalogue of Life.